# Улица Пароняна
Улица Пароняна (арм. Պարոնյան փողոց) — улица в Ереване, в центральном районе Кентрон, отходит от проспекта Месропа Маштоца, за улицей Дереника Демирчяна переходит в улицу Прошяна.
Проходит по краю Разданского ущелья. Западная граница жилой застройки района Кентрон.

## История
Современное название в честь известного армянского писателя-сатирика Акопа Пароняна (1843—1891).

## Достопримечательности
д. 2 и 4 — Музей резьбы по дереву
Церковь Святого Ованнес-Мкртича